# Kasper Siemek

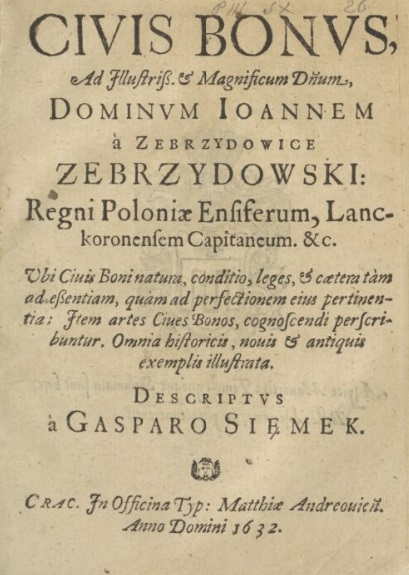
Kasper Siemek, Civis Bonus (1632) - egzemplarz dostępny w Bibliotece Cyfrowej Polona

Kasper Siemek herbu Brochwicz (również Gasparus Siemek ; ur. w drugiej połowie XVI w., zm. 1642) – polski pisarz polityczny.

## Życiorys
W 1610 r. rozpoczął studia na Uniwersytecie Krakowskim. W okresie studiów był jednym z przywódców wystąpień studenckich przeciw różnowiercom. Choć nie uzyskał żadnego stopnia, obracał się w krakowskim środowisku akademickim, uchodząc za znawcę prawa, filozofii i matematyki. Pracował jako nauczyciel synów zamożnej szlachty. W 1630 r. występował jako pełnomocnik sądowy weneckiego kupca Stefana Posterli.

## Twórczość
- Illustrissimo et Reverendissimo Domino, D. Andreæ [...] Lipski, Dei G. Episcopo Cracouiensi [...]  (1631) - panegiryk na cześć Andrzeja Lipskiego. Kasper Siemek towarzyszył bratankowi Andrzeja Lipskiego w podróży do Wiednia.
- Civis bonus (1632) - traktat przeznaczony dla młodzieży szlacheckiej sposobiącej się do ucziału w życiu politycznej. Autor zadedykował utwór jednemu ze swoich patronów, Janowi Zebrzydowskiemu. Utwór został przetłumaczony na język polski przez Edwina Jędrkiewicza[2] i Józefa Macjona[2].
- Lacon seu de Reipublicae recte instituendae arcanis dialogus (1635) - traktat w formie dziewięciu rozmów pomiędzy Oktawianem Augustem a Lakończykiem zadedykowany Michałowi Stanisławowi Tarnowskiemu prezentuje poglądy ustrojowo-polityczne autora. Utwór został przetłumaczony na język polski przez Józefa Macjona[3].